# 老爷岭
老爷岭山脉，位于吉林省吉林市中部，蛟河与永吉、舒兰的县界。长约100公里，宽30公里。

## 位置
在吉林盆地和舒兰盆地以东，蛟河盆地以西，为拉法河与第二松花江右侧支流分水岭。近北北东向延伸，北于蛟河盆地北缘接张广才岭，南过第二松花江谷地（松花湖）接吉林哈达岭。

## 地貌
以中山为主，山顶浑圆，海拔多在800米-1000米，相对高度在600米以上，北段山势低缓。主要山峰有老爷岭峰（1284．7米）、康大砬子（1233．4米）、杨木大顶子（1099．7米）等。南段位于松花湖区，山势高大，森林茂密。

## 地质
西侧为伊舒地堑，东侧为蛟河断陷盆地，受北北东向断裂带控制。是以华力西期和燕山期花岗岩为主体的块断山地。局部山体由二叠系变质岩和侏罗系火山岩组成，在新构造运动中上升明显。